# Harry Potter och de vises sten (spel)
Harry Potter och de vises sten är sju olika spel till lika många konsoler producerade av Electronic Arts. De första fyra versionerna släpptes 2001 till PC, Game Boy Color, Game Boy Advance och Playstation. Den slutliga versionen kom 2003 till Nintendo Gamecube, Playstation 2 och Xbox. Spelet baseras på J.K. Rowlings Harry Potter och de vises sten, den första boken i serien om Harry Potter, och Chris Columbus filmatisering av boken.
Spelen är delvis mycket olika till de olika konsolerna, där Game Boy Color-versionen sticker ut extra mycket.

## Handling
Handlingen är ungefär densamma som i boken och filmen, men man går även olika träningar då man har lärt sig en ny formel, det vill säga en bana med olika hindren och motståndare där man kan träna sina nya kunskaper. I PC-versionen får man rita formelns form med hjälp av musen, men i Playstation 2-versionen ska man leta efter en bok med formeln i.

## Mottagande
Aftonbladets recensent Henrik Rudin gav spelet fyra plus av fem möjliga i betyg.